# Großorient von Luxemburg
Der Großorient von Luxemburg ist ein Zusammenschluss liberaler Freimaurerlogen. Dieser wurde zusammen durch die Männerloge L’Espérance, welche 1959 den Grand Loge de Luxembourg verließ, und durch die Männerlogen Liberté und Tolérance gegründet. Diese Obedienz nahm zunächst ebenfalls ausschließlich Männer auf.
1968 wurde der Großorient von Luxemburg aufgrund interner Schwierigkeiten „schlafengelegt“, d. h. alle Arbeiten ruhten. Lediglich die Loge L’Espérance arbeitete als freimaurerischer Zirkel weiter. 1970 wurde die Loge L’Espérance wieder ins Leben gerufen. Die Loge arbeitet als eine unabhängige und souveräne Loge ohne Zugehörigkeit zu einer Obedienz. 1982 wiederholte sich der Vorgang von 1959. Die drei oben genannten Logen riefen den Großorient von Luxemburg wieder ins Leben; diesmal wurden sowohl Männer als auch Frauen aufgenommen. 1987 wurde eine vierte Loge mit Namen Tradition et Progrès gegründet. 1991 wurde die gemischte Loge Licht und Wahrheit in Bonn aufgenommen. 2000 Aufnahme der Männerloge Montaigne im Orient Lüttich (Belgien). 2002 wandelt sich die Männerloge Montaigne in eine Loge, die sowohl Männer als auch Frauen aufnimmt. Umgehend wurden die ersten Frauen eingeweiht.
Anfang 2005 wurden die niederländische Loge Fiat Lux im Orient Leuwaarden und die Loge Ruuwe Kassei im Orient Gent/Belgien aufgenommen. Beides sind Logen für Männer und Frauen.
1998 wurde die einst der Freimaurergroßloge für Männer und Frauen – Deutschland (FGL) zugehörige Heidelberger Loge Carpe Diem! für Männer und Frauen aufgenommen. Diese Loge wurde jedoch 2018 geschlossen.